# Canta "Yesterday" per me
Canta "Yesterday" per me (イエスタデイをうたって?, Iesutadei o utatte), successivamente reintitolato Sing "Yesterday" for Me, è un manga scritto e disegnato da Kei Toume.

## Trama
Sebbene sia laureato, Rikuo Uozumi non ha la benché minima idea su quale direzione far prendere al proprio futuro; nel frattempo, lavora così in un negozio. Il ragazzo è inoltre innamorato, ma non corrisposto, di una sua ex-compagna di corso: Shinako Morinome. Nella vita del giovane entra però improvvisamente un'altra ragazza, l'eccentrica Haru Nozaka,  la quale porta sempre con sé un piccolo corvo di nome Kansuke. Rikuo si ritrova così a dover maturare e a dover prendere delle decisioni fondamentali, prima che la sua vita vada completamente a rotoli.

## Media

### Manga
In Giappone l'opera è stata serializzata dalla Shūeisha sulla rivista seinen Business Jump, con cadenza variabile, fino al 2011, anno della fusione della rivista con Super Jump e della conseguente soppressione delle stesse: le opere pubblicate sui due magazine hanno così proseguito la loro serializzazione su Grand Jump. L'opera è composta da undici volumi, di cui uno extra. I tankōbon sono stati pubblicati dal 24 marzo 1999 al 23 settembre 2015.
In Italia l'opera è stata inizialmente pubblicata dalla Kappa Edizioni, mediante la propria etichetta Ronin Manga, dal 14 gennaio 2012 al 30 novembre 2013, per un totale di quattro volumi e con il titolo Canta "Yesterday" per me; in seguito, l'opera è stata interrotta senza preavviso dalla casa editrice. Nel 2020, in occasione delle conferenze online legate a Lucca Comics & Games, Panini Comics ha annunciato che avrebbe pubblicato integralmente l'opera tramite l'etichetta Planet Manga, a partire dal 18 febbraio 2021 e utilizzando il titolo internazionale Sing "Yesterday" for Me. L'ultimo volume dell'edizione italiana è uscito il 16 dicembre 2021.

#### Volumi
| 1  | 24 marzo 1999 | ISBN 4-08-875771-8     | 14 gennaio 2012 (Ronin Manga) 18 febbraio 2021 (Planet Manga)  | ISBN 978-88-7471-419-3 (Ronin Manga) ISBN 978-88-912-9817-1 (Planet Manga) |
| 1  | Capitoli - 1. Il disadattato cerca di cambiare (scene 1-4) - 2. Cos'è l'amore? (scene 1-5) |                        |                                                                |                                                                            |
| 2  | 24 aprile 2000 | ISBN 4-08-876013-1     | 18 febbraio 2012 (Ronin Manga) 18 febbraio 2021 (Planet Manga) | ISBN 978-88-7471-428-5 (Ronin Manga) ISBN 978-88-912-9818-8 (Planet Manga) |
| 2  | Capitoli - 3. Ondeggiare (scene 1-7) - 4. Un fiume che scorre (scene 1-4) |                        |                                                                |                                                                            |
| 3  | 24 febbraio 2002 | ISBN 4-08-876274-6     | 26 maggio 2012 (Ronin Manga) 15 aprile 2021 (Planet Manga)     | ISBN 978-88-7471-433-9 (Ronin Manga) ISBN 978-88-912-9900-0 (Planet Manga) |
| 3  | Capitoli - 5. I giovani e i meno giovani che cercano di restare a galla (scene 1-4) - 6. Shinako torna a casa (scene 1-3) - 7. Un uomo di nome Minato (scene 1-3)                              |                        |                                                                |                                                                            |
| 4  | 21 luglio 2004 | ISBN 4-08-876646-6     | 30 novembre 2013 (Ronin Manga) 20 maggio 2021 (Planet Manga)   | ISBN 978-88-7471-452-0 (Ronin Manga) ISBN 978-88-912-9943-7 (Planet Manga) |
| 4  | Capitoli - 8. L'estate, i fuochi d'artificio, i pesci rossi e la schiena - 9. Aiuto per il trasloco - 10. Sentimenti scomparsi (scene 1-3) - 11. Con lo sguardo rivolto ai ricordi (scene 1-5) |                        |                                                                |                                                                            |
| 5  | 24 aprile 2007 | ISBN 978-4-08-908055-9 | 1º luglio 2021                                                 | ISBN 978-88-287-6027-6                                                     |
| 5  | Capitoli - 12. Gioventù buttata al vento (scene 1-5) - 13. Presentimento d'amore (scene 1-5)                                                                                                   |                        |                                                                |                                                                            |
| 6  | 24 novembre 2008 | ISBN 978-4-08-877554-8 | 29 luglio 2021                                                 | ISBN 978-88-287-6095-5                                                     |
| 6  | Capitoli - 14. Innocent Blue (scene 1-4) - 15. A Christmas Carol (scene 1-6) |                        |                                                                |                                                                            |
| 7  | 24 novembre 2010 | ISBN 978-4-08-908122-8 | 12 agosto 2021                                                 | ISBN 978-88-287-6170-9                                                     |
| 7  | Capitoli - 16. Nuovo anno, nuovo inizio (scene 1-5) - 17. Tempesta di primavera (scene 1-5) |                        |                                                                |                                                                            |
| 8  | 24 luglio 2012 | ISBN 978-4-08-879366-5 | 16 settembre 2021                                              | ISBN 978-88-287-6226-3                                                     |
| 8  | Capitoli - 18. Scene 1-10 - Episodio extra |                        |                                                                |                                                                            |
| 9  | 24 luglio 2013 | ISBN 978-4-08-879638-3 | 21 ottobre 2021                                                | ISBN 978-88-287-6337-6                                                     |
| 9  | Capitoli - 19. Scene 1-10 - Episodio extra |                        |                                                                |                                                                            |
| 10 | 24 maggio 2014 | ISBN 978-4-08-879775-5 | 18 novembre 2021                                               | ISBN 978-88-287-6389-5                                                     |
| 10 | Capitoli - 20. Scene 1-10 |                        |                                                                |                                                                            |
| 11 | 23 settembre 2015 | ISBN 978-4-08-890249-4 | 16 dicembre 2021                                               | ISBN 978-88-287-6454-0                                                     |
| 11 | Capitoli - 21. Scene 1-13 |                        |                                                                |                                                                            |

### Anime
Tra il 4 aprile e il 20 giugno 2020 è stata trasmessa da TV Asahi – all'interno del contenitore NumAnimation – una serie anime tratta dal manga composta da dodici episodi e prodotta dallo studio Doga Kobo; la distribuzione internazionale è stata a cura di Crunchyroll, che ha curato l'edizione italiana di Sing "Yesterday" for Me esclusivamente in versione sottotitolata e in contemporanea con l'edizione giapponese.

#### Episodi
| Nº | Titolo italiano (traduzione letterale) Giapponese 「Kanji」 - Rōmaji                                                       | In onda        | In onda |
| Nº | Titolo italiano (traduzione letterale) Giapponese 「Kanji」 - Rōmaji                                                       | Giapponese     |         |
| 1  | Il disadattato cerca di cambiare 「社会のはみ出し者は自己変革を目指す」 - Shakai no hamidashisha wa jiko henkaku wo mezasu | 4 aprile 2020  |         |
| 2  | Senza via d'uscita 「袋小路」 - Fukurokouji                                                                                | 11 aprile 2020 |         |
| 3  | Cos'è l'amore? 「愛とはなんぞや」 - Ai to wa nanzo ya                                                                      | 18 aprile 2020 |         |
| 4  | Un fiume che scorre, e Shinako torna a casa 「川は流れて 榀子帰郷」 - Kawa wa nagarete Shinako kikyō                       | 25 aprile 2020 |         |
| 5  | Un uomo di nome Minato 「ミナトという男」 - Minato to iu otoko                                                             | 2 maggio 2020  |         |
| 6  | Una donna di nome Yuzuhara 「ユズハラという女」 - Yuzuhara to iu onna                                                      | 9 maggio 2020  |         |
| 7  | Presentimento d'amore 「恋人たちの予感」 - Koibito-tachi no yokan                                                          | 16 maggio 2020 |         |
| 8  | Innocent Blue 「イノセント・ブルー」 - Inosento burū                                                                       | 23 maggio 2020 |         |
| 9  | A Christmas Carol 「クリスマス・キャロル」 - Kurisumasu kyaroru                                                            | 30 maggio 2020 |         |
| 10 | Nuovo anno, nuovo inizio 「はじまりの新年」 - Hajimari no shin'nen                                                         | 6 giugno 2020  |         |
| 11 | Tempesta di primavera 「はるの嵐」 - Haru no arashi                                                                        | 13 giugno 2020 |         |
| 12 | Cambio di programma 「遠回り」 - Tōmawari                                                                                  | 20 giugno 2020 |         |